# شيرمان س. بيشوب
شيرمان س. بيشوب (بالإنجليزية: Sherman C. Bishop)‏ هو عالم حيوانات وعالم حشرات أمريكي، ولد في 1887 في مقاطعة روكلاند في الولايات المتحدة، وتوفي في 1951 في روتشستر في الولايات المتحدة.